# Skotská episkopální církev
Skotská episkopální církev (anglicky: Scottish episcopal church, skotsky: Scots episcopal kirk, skotskou gaelštinou: Eaglais Easbaigeach na h-Alba) je anglikánská církev působící na území Skotska. V roce 2019 měla 27 585 členů.
Skotská episkopální církev teologicky i liturgicky vyznává anglikánství. Je členem Anglikánského společenství, Společenství Porvoo a Světové rady církví. Do duchovní služby světí také ženy. 

## Správní struktura
Církev je spravována biskupy, přičemž ve Skotsku se nachází sedm diecézí: 
- Aberdeen a Orkney
- Argyll and the Isles
- Brechin
- Edinburgh
- Glasgow a Galloway
- Moray, Ross a Caithness
- St Andrews, Dunkeld a Dunblane.

BIskupové dohromady vytvářejí synod skotské episkopální církve a volí si jednoho, který jim předsedá a nosí titul primus. Primus skotské episkopální církve ovšem nevykonává práva metropolity, tato práva vykonávají jednotliví biskupové ve svých diecézích. Nejvíce se pojetí jeho služby blíží hodnosti primase. 